# امپراتور گو-انیو
امپراتور گو-انیو (به ژاپنی: 後円融天皇 Go-En'yū-tennō)؛ زاده ۱۱ ژانویهٔ ۱۳۵۹ درگذشته ۶ ژوئن ۱۳۹۳) پنجمین امپراتور در دربار شمالی در دوره دو دربار در ژاپن بود. به گفته محققان پیش از میجی، سلطنت وی از سال ۱۳۷۱ تا ۱۳۸۲ را در بر می‌گرفت.